# Team Grenke-Auto Eder
Team Grenke-Auto Eder er et cykelhold fra Tyskland. Det har udelukkende juniorryttere tilknyttet, og blev grundlagt i 2007. Siden 2010 har det fungeret som talenthold for World Tour-holdet Red Bull-Bora-Hansgrohe og fra 2025 kontinentalholdet Red Bull-Bora-Hansgrohe Rookies.

## Historie
Tidligere cykelrytter Ralph Denk grundlagde holdet i 2007, hvor der fra starten til 2020 kun var juniorryttere fra delstaten Bayern på holdet. I 2010 etablerede Denk det professionelle hold Team NetApp, og juniorholdet kom til at fungere som talenthold for NetApp. Fra 2021-sæsonen kom der for første gang ryttere på holdet som ikke var fra Bayern, da de to tyskere Emil Herzog og Matteo Groß blev tilknyttet, ligesom tre østrigere og belgieren Cian Uijtdebroeks blev det.

### Verdensmestre
I 2022 blev Emil Herzog holdets første U/19-verdensmester i linjeløb. Han nåede dog aldrig at køre i den regnbuefarvede verdensmestertrøje, da han kort tid efter blev U/23-rytter.
To år efter at Herzog blev verdensmester, skete det for italienske Lorenzo Finn ved VM i landevejscykling 2024. Han nåede at køre ét løb i regnbuetrøjen, da han tre dage efter VM-triumfen, vandt løbet Olgiate Molgora-Ghisallo. Dette var sæsonens sidste løb, og fra 2025-sæsonen blev han U/23-rytter.

### Danske ryttere
- Theodor Clemmensen (2023–2024)
- Noah Lindholm Møller Andersen (2024–2025)
- Julius Løvstrup Birkedal (2025–)